# Na prahu
Na prahu je básnická sbírka Viléma Závady. Její první vydání je z roku 1970.

## Vydání
Sbírka vyšla v roce 1970 jako 71. svazek Výběrové řady Klubu přátel poezie v nakladatelství Československý spisovatel. Obsahuje 22 básní. Druhé vydání vyšlo o dva roky později společně se sbírkou Jeden život v témže nakladatelství jakožto 4. svazek Básnického díla V. Závady (Jeden život; Na prahu, ČS, Praha 1972).

## Stručně k obsahu
Vzhledem k tomu, že kniha vyšla v 65. roce básníkova života, jedná se o jednu z jeho sbírek bilančních (další takovou je např. Živote díky z roku 1977). Ovšem nostalgie, s bilancováním tak často spojená, se zde projevuje pozoruhodným sepětím s tragickým procítěním osudu vlastního i celospolečenského (nelze zapomenout, že vznikala kolem srpna 1968). Uvádí se, že je vyvrcholením snah o návrat k starší poetice, počatých předchozí sbírkou Jeden život. Příznačný je zejména obrat k jádru problémů, meditativnost a časté tázání se. Zajímavé a dodnes cenné je Závadovo umělecké vyjádření odporu k soudobé politické situaci, stejně intenzivně je líčena i obecná životní rezignace. Charakteristické jsou strofy, v nichž lze pozorovat „závadovská“ prolínání všední konkrétní (zejm. technické) a abstraktní slovní zásoby, stejně jako velká aforističnost, která jeho výraz provází. Na druhou stranu lze právě kvůli této „citátovosti“ považovat některé básně za poněkud nesourodé. Jako celek se ovšem sbírka jeví jako působivá reflexe osobního i společenského vývoje, rozhodně je možno řadit ji mezi důležitá díla dané doby, čtenářsky přitažlivá dodnes.

## Ukázky
- "Narozen ve skořápce podkopané země / ozařované ve dne v noci lávou z hald / počal jsem život za soumraku války" (báseň S fanfárami pláče)
- "Na slunci jsem nabíjel baterie života / Na horách a v lesích tankoval vzduch do plic…„ (Odliv)
- “…Od mlada otevřen a přístupný jak dům / nezamykal jsem dvéře ve dne ani na noc / Bez pozvání přicházejí lidé a zůstanou / Obsadí nejvyšší patra a pokoje / Až mě sklepou do sklepa v přízemí / Ruší mé spojení a přetrhají osudy / Přenesou na mě starosti a nemoci / Nasadí své rouby a navazují úponky / Třesou se mnou jak s nedozrálým stromkem / do hlavy mi vtloukají svou víru / Chtějí na mně abych viděl jejich očima / a říkal co si sami přejí slyšet / a zpíval podle jejich not" (Odliv)
- "Měl jsem rád život skrytý a nemohu žít v skrytu / Měl jsem rád život v ústraní a nemohu žít stranou / Vytržen ze svých vod ztrácím jak ryba živý lesk / Vyvolán na podium v koktání ztrácím svůj hlas" (Odliv)
- "Dosud se zvedám, nikým nepozvedán, / dosud se vzpírám, nikým nepodpírán, / … / Ještě mám srdce zdravé a silné, / … / však něco temného mi řeřaví v břiše, / jako bych zhltnul příliš vřelé sousto, / jako bych vypil modravě hořící líh / … / tak tu stojím na prahu, neboť jsem po večeři / tak tu stojím na prahu, neboť jsem na konci, / tak stojím na konci, tak stojím na prahu. (Na vrcholu let)
- "A ještě na chvilku budu mít kde spát. / Obsadil jsem bez dekretu byt / v domečku vyklizeném před zbouráním." (V suterénu)
- "Temně a tiše hučí dynamo noci. / Čas ani na chvíli se nezastaví. / Však tobě se už zavírají oči / a chtěl bys spát. // Ale i v noci pracuje centrála hlavy. / Drnčí v ní telefony a svítí signály…" (Poslední rozloučení)
- "S karavanami turistů a darmošlapů / co s přestřiženou pupeční šňůrou / a s nevyhojitelným smutkem z pradávna / sem tam se převalují po povrchu země / a s instinktem zvířat tápou v mlhách / po cestách bez návratu k zázračným studánkám / kde se sluncem se potápějí nebes / jsem jednoho dne stanul na břehu moře…" (U moře)
- "Jak chudák na dně pozvedá hlavu k nebi / pohlíží začátečník s úctou k mistrům // Však mistři rozohněni vínem blábolí o bohu / a v božském opojení sami sebe zbožští / a mlsně olizují rety / při vyslovení svého vlastního jména / Blahosklonně přijímají klanění a dary / do očí lichotí a v srdci opovrhují / … / Ne / Ani bůh by tolik nežárlil / jak jeho kostelníci a velekněží" (Za dveřmi)
- "Rok co rok chodívám pomaleji / a stále častěji se zastavuji a stojím beze slov…" (Černý vzadu)
- "Nemáš strach z toho co jim nahání bázeň / Děsíš se však toho z čeho nemají strach // S erární lhostejností přijmou každý osud / Nikdo se ničím netrápí a nenamáhá / Nikdo si s ničím neláme hlavu / Nikomu na ničem nezáleží" (Záchranný žebřík)
- "Okolo pólů se otáčí kolotoč hvězd / Z východu na západ obíhá slunce / … / Člověk se s nimi točí podél své osy / Je mu zapotřebí světla i tmy / štěstí a lásky smrti i trápení / aby mu zvalchovaly hrubou kůži / zjemnily srdce prohloubily zrak" (Na prahu země)
- "Vypadne jednou z řad a zůstane už ležet / s tváří k hvězdám a s nosem zašpičatělým / jak hlava ptáka zmrzlého v letu / … / Jak supi se sletí dědicové / Nikdo z nich neoral a nikdo nebojoval / Jen kořisti si přijdou vždycky rozchvátit" (Na prahu země)

(vše dle vydání z r. 1970)